# 旅ログ
『旅ログ』（たびログ）は、2006年10月6日から2008年3月28日まで中部日本放送 (CBC) で放送されていた旅番組である。DoCoMo東海の一社提供。放送時間は毎週金曜 22:54 - 23:00 （日本標準時）。

## 概要
河井日奈子が東海3県各地の観光スポットやレジャースポットを訪れる模様を放送していたミニ番組である。河井は番組公式ブログの執筆も担当しており、毎回ドコモの携帯電話を使ってブログに旅先の情報と感想を書き記していた。
番組の終了後、同じくドコモの携帯電話を活用したグルメ情報番組『おでかけカフェ』がスタートした。